# 레아 쉴러
레아 쉴러(독일어: Lea Schüller, 1997년 11월 12일 ~ )는 독일의 여자 축구 선수이다. 포지션은 공격수이며, 현재 독일 프라우엔-분데스리가의 SGS 에센에서 활동하고 있다.

## 클럽 경력
레아 쉴러는 2012년까지 휠저 SV 유스 팀에서 활동했으며 2012년에 SGS 에센 유스 팀에 입단했다. 레아 쉴러는 16세 시절이던 2013년 12월 1일에 열린 VfL 볼프스부르크와의 홈 경기에서 처음 출전하면서 푸스발-분데스리가 무대에 데뷔했는데 SGS 에센은 VfL 볼프스부르크에 0-2 패배를 기록했다. 2014년 2월 26일에 열린 BV 클로펜부르크와의 원정 경기에서는 처음으로 2골을 기록했다. 2017년 7월에는 SGS 에센과의 계약을 2020년 6월까지 연장했다.

## 국가대표 경력
레아 쉴러는 코스타리카에서 개최된 2014년 FIFA U-17 여자 월드컵에 참가하여 조별 예선 3경기에 출전했지만 독일은 조별 예선에서 1무 2패로 탈락했다. 이스라엘에서 개최된 2015년 UEFA U-19 여자 축구 선수권 대회에서는 독일의 준결승전 진출에 기여했는데 독일은 스웨덴과의 준결승전에서 승부차기 끝에 패배하면서 탈락하고 만다. 파푸아뉴기니에서 개최된 2016년 FIFA U-20 여자 월드컵에서는 베네수엘라와의 조별 예선 경기에만 출전했고 독일은 프랑스와의 8강전에서 패배하면서 탈락했다.
레아 쉴러는 2017년 6월에 슈테피 존스 감독에 의해 독일 여자 축구 국가대표팀 훈련 캠프 명단에 이름을 올렸지만 네덜란드에서 개최된 UEFA 여자 유로 2017 최종 명단에는 제외되었다. 2017년 10월 20일에 열린 아이슬란드와의 2019년 FIFA 여자 월드컵 유럽 지역 예선 경기에서 레오니 마이어와 교체 출전하면서 데뷔했다. 레아 쉴러는 해당 경기에서 자신의 국가대표팀 첫 골을 기록했지만 독일은 아이슬란드에 2-3 패배를 기록했다. 2018년 4월 7일에는 체코와의 2019년 FIFA 여자 월드컵 유럽 지역 예선 경기에서 4골을 기록하면서 독일의 4-0 승리에 기여했다.